# Парк-Роу
Парк-Роу (англ. Park Row) — улица на Манхэттене, в городе Нью-Йорке. Проходит через Финансовый квартал, Муниципальный центр и Чайнатаун. Идет с востока на запад, но её западная оконечность ближе к Нижнему Манхэттену, поэтому некоторые считают, что она направлена с севера на юг. В северном конце Парк-Роу, в районе Чатем-сквер (англ. Chatham Square), сливаются улицы Бауэри, Ист-Бродвей (англ. East Broadway), Сент-Джеймс-Плейс (англ. St. James Place), Оливер-стрит (англ. Oliver Street), Мотт-стрит (англ. Mott Street) и Уорт-стрит (англ. Worth Street). На южном конце улицы пересекаются Бродвей, Визи-стрит, Барклай-стрит (англ. Barclay Street) и Энн-стрит (англ. Ann Street). Там же, на месте бывшего разворота автобусов, находится площадь Миллениум-парк.

## История местности

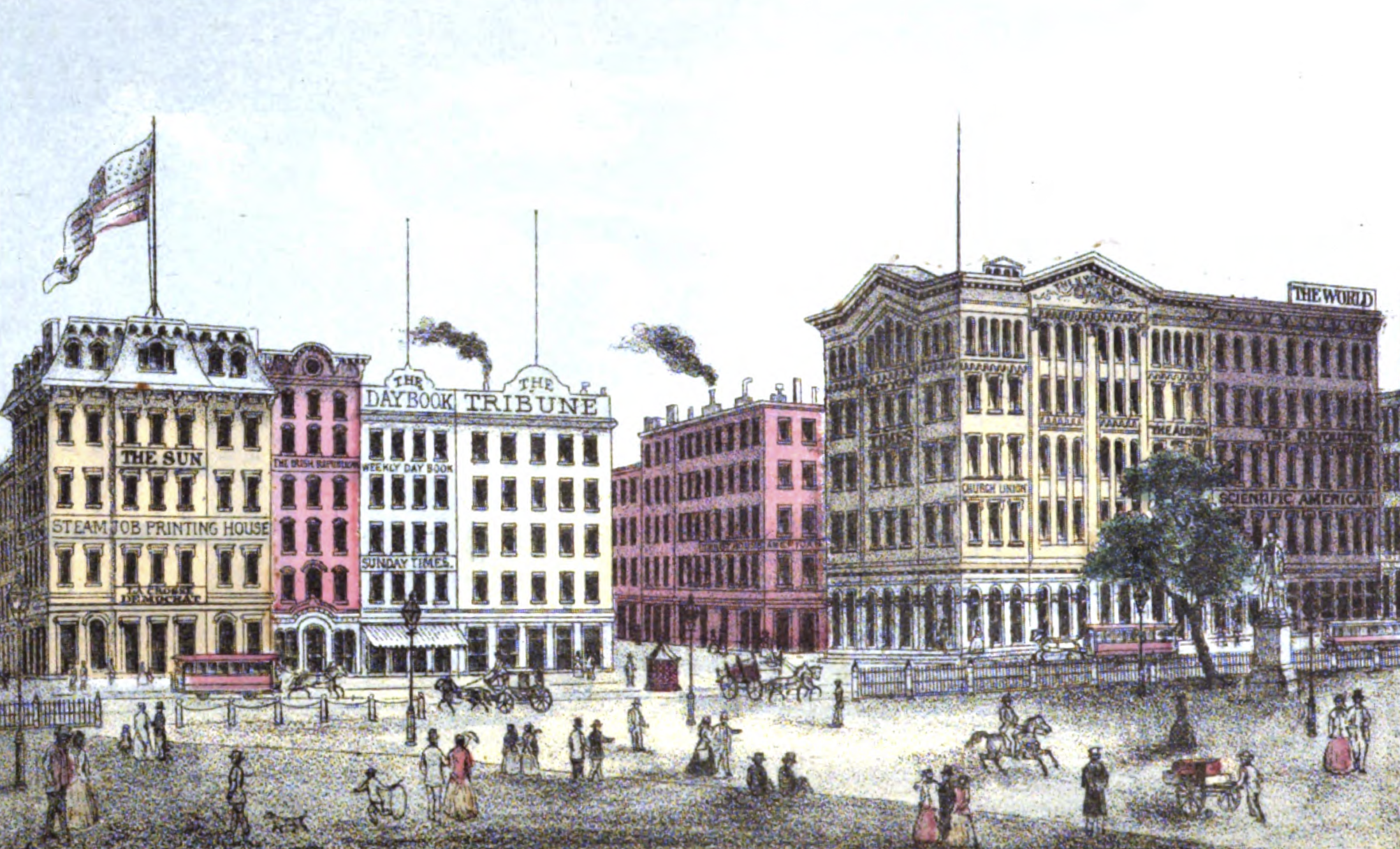
Площадь Типографии (англ. Printing-House Square) в 1868 году

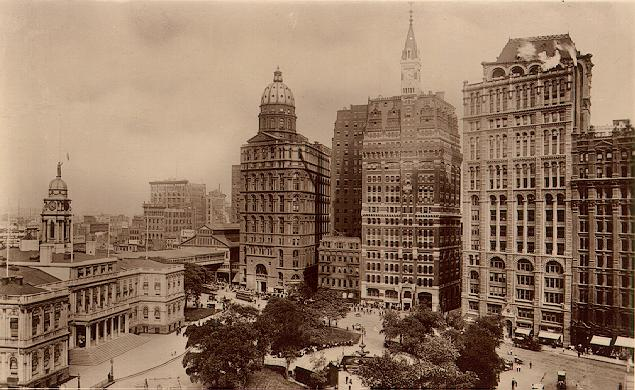
Парк-Роу, так называемый «Газетный ряд» (англ. Newspaper Row), после 1905 года. Здания слева направо: Ратуша Нью-Йорка; здание Нью-Йорк-Уорлд-билдинг (со сферическим верхом; в настоящее время это место расположения одной из въездных рамп Бруклинского моста); здание нью-йоркский газеты «Staats-Zeitung» 1873 года, также позднее снесенное; Нью-Йорк-трибюн-билдинг (сейчас там находится комплекс Pace Plaza университета Пейс); Нью-Йорк-Таймс-билдинг.

В конце XVIII века Восточный почтовый тракт (англ. Eastern Post Road) стал важнейшей дорогой, соединявшей Нью-Йорк с Олбани и штатами Новой Англии. Участок этой дороги назывался Чатем-стрит (Chatham Street) и не раз фигурировал в городской истории; в 1886 году улица была переименована в Парк-Роу, что указывало на её близость к Сити-Холл-парку.
Чатем-стрит — место рождения табачной индустрии Нью-Йорка: в 1760 году Пьер Лорильяр открыл на улице фабрику по производству нюхательного табака.
В 1795 году «Длинная комната» таверны Авраама Мартлинга (англ. Abraham Martling’s Tavern) на Чатем-стрит была одним избирательных штабов Общества Таммани и Демократическо-республиканской партии. Те, кто собрались там, стали известны как «Люди Мартинга», «Тамманийцы» или «Бактейлы», особенно в то время, когда «Таммани» боролось за контроль над партией с губернатором Де Виттом Клинтоном. В 1780-х годах на Чатем-стрит работала фирма «Tea Water Pump», которая брала воду из пруда, единственного в городе источника качественной пресной воды.
Чатем-стрит была также местным центром развлечений. В 1798 году Марк Изамбард Брунель спроектировал Парк-театр на 2000 мест на Чатем-стрит (англ. Park Theater on Chatham Street), призванный привлечь высшие слои общества. Строительство театра обошлось 130 тысяч долларов, а билеты стоили от 25 до 50 центов. В начале XIX века все больше таверн, театров и небольших гостиниц стали предлагать для привлечения клиентов бесплатные мероприятия: комедию, танцы, пародию, магию, музыку, бокс, чревовещание и пр. Новые театры также отвлекали от переполненной Бауэри. Боксерская арена на Парк-Роу была заполнена фанатами во время ночных сеансов «мужественного искусства».
На Чатем-стрит произошло несколько расистских антинегритянских выступлений, в том числе во время бунтов противников призыва в армию 1863 года, когда участники беспорядков были отброшены при попытке напасть на чернокожих официантов в ресторане Крука (англ. Crook’s Restaurant).
К середине XIX веке в районе царила атмосфера базара — здесь было множество лавок подержанной одежды и ломбардов, открытым недавно иммигрировавшими евреями из Германии и Центральной Европы. Это нашло отражение в антисемитских карикатурах того времени, хотя сами горожане не всегда могли отличить немецких евреев от этнических немцев.
В 1890 году Джейкоб Риис писал в своей остросоциальной книге «Как живут остальные» (англ. How the Other Half Lives), что на Чатем-стрит и Бауэри, между мэрией и Купер-Юнион, обитали более 9 тысяч бездомных.

### Эпоха газет
Во время Гражданской войны в США только что иммигрировавшего Джозефа Пулитцера, который вызвался служить в кавалерии Союза, выдворили из отеля «Френч» на Чатем-стрит. В 1888 году Пулитцер, ставший газетным магнатом, купил отель и снёс его, построив на месте здания новую штаб-квартиру своей газеты — Нью-Йорк-Уорлд-билдинг. Полукруглый кабинет Пулитцера с тремя большими окнами находился в верхней части здания и был украшен потолочными фресками и рельефными обитыми кожей стенами. Здание было снесено в 1955 году, освободив место для строительства въезда на Бруклинский мост.

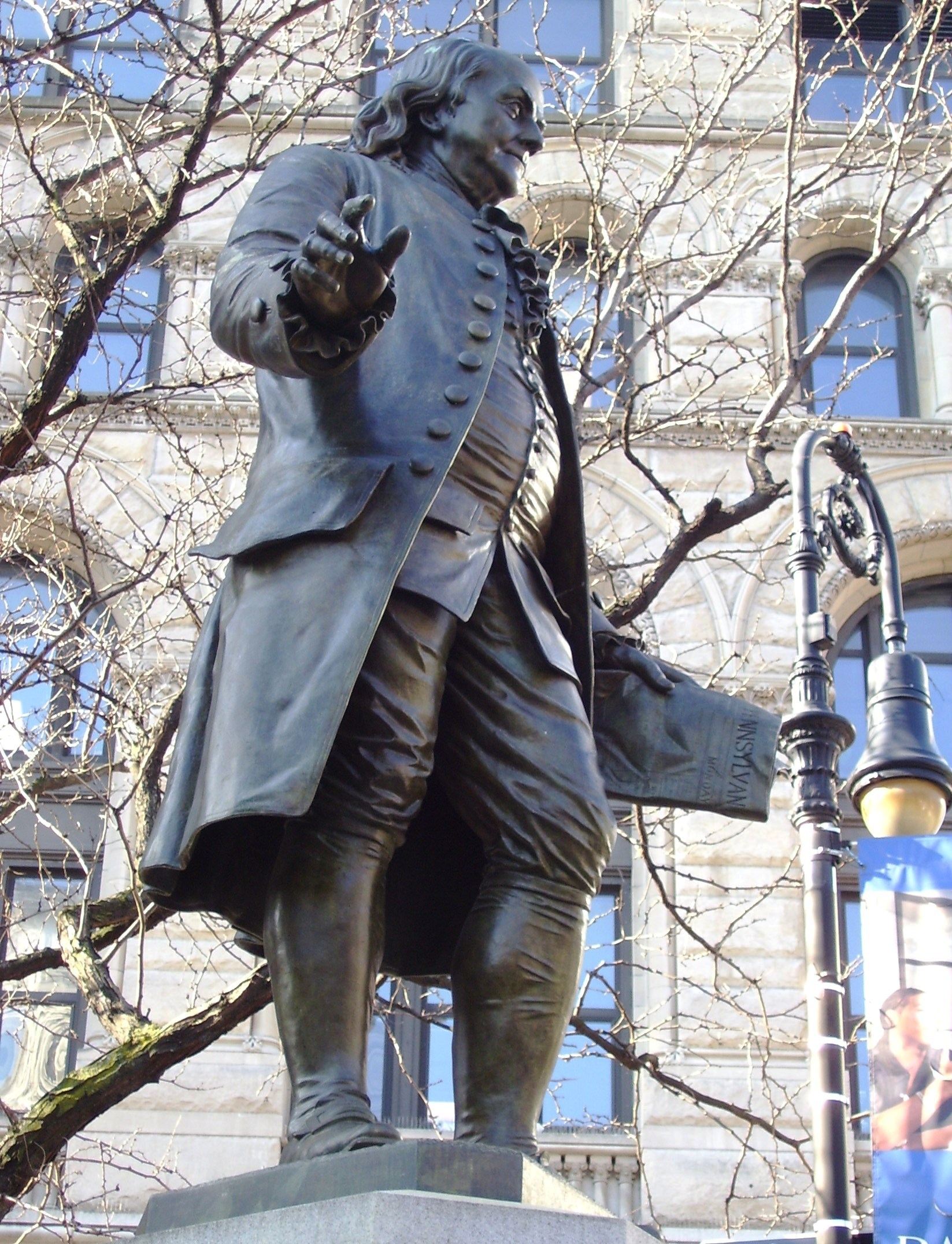
Памятник Бенджамину Франклину, Эрнст Плассмен

В конце XIX века улица получила прозвище «Газетный ряд» (англ. Newspaper Row), поскольку редакции основных городских газет располагались на ней, рядом с мэрией.
В начале XIX века значительная часть Чатем-стрит была перекрыта, обновились границы Сити-Холл-парка, а оставшийся отрезок улицы был переименован в Парк-Роу.
После постройки Бруклинского моста на Парк-Роу находился крупный вокзал Парк-Роу (англ. Park Row Terminal), обслуживающий шедшие через мост поезда. Потребность в них постепенно снижалась, и вокзал был снесён в 1944 году.
Часть южного участка улицы была известна как площадь Типографии (англ. Printing-House Square). Бронзовый памятник Бенджамину Франклину с газетой «Pennsylvania Gazette» в руке находится как раз на бывшей площади Типографии, в настоящее время известной под названием Pace Plaza (в ведении университета Пейс).

## Известные здания
Редакция «The New York Times», изначально располагавшаяся на Нассо-стрит, в 1858 году переехала в первое специально предназначенное для газеты здание на Парк-Роу, где позднее для нее был возведен небоскреб Нью-Йорк-Таймс-билдинг. В настоящее время здание используется Университетом Пейс.
Почти в то же время газета на немецком языке «New Yorker Staats-Zeitung» получила собственное здание по адресу Чатем-стрит, д. 17.
Один из ранних небоскребов, Парк-Роу-билдинг, находится в западной части Парк-Роу, напротив Сити-Холл-парка. 29-этажный дом был самым высоким зданием в городе с 1899 по 1908 год, когда завершилось строительство Зингер-билдинг.
Еще один примечательный памятник архитектуры — Поттер-билдинг по адресу Парк-Роу, д. 38. Это 11-этажное было построено в 1882-86 годах на месте сгоревшего здания и в 1996 году вошло в Реестр достопримечательностей Нью-Йорка.
Штаб-квартира Департамента полиции Нью-Йорка находится по Полис-плаза, д. 1 (англ. 1 Police Plaza, разг. 1PP) на Парк-Роу, через дорогу от Муниципального здания Манхэттена и Городского исправительного центра (англ. Metropolitan Correctional Center).
Также обращают на себя внимание два многоквартирных дома на Парк-Роу, построенных по проектам бюро «Kelly & Gruzen»: это дом № 170, Чатем-тауэрс (англ. Chatham Towers), 1965 года постройки, «сильное архитектурное заявление … вызывающее большое восхищение и большую критику», и дом № 185, Чатэм-Грин (англ. Chatham Green), сооруженный в 1961 году.

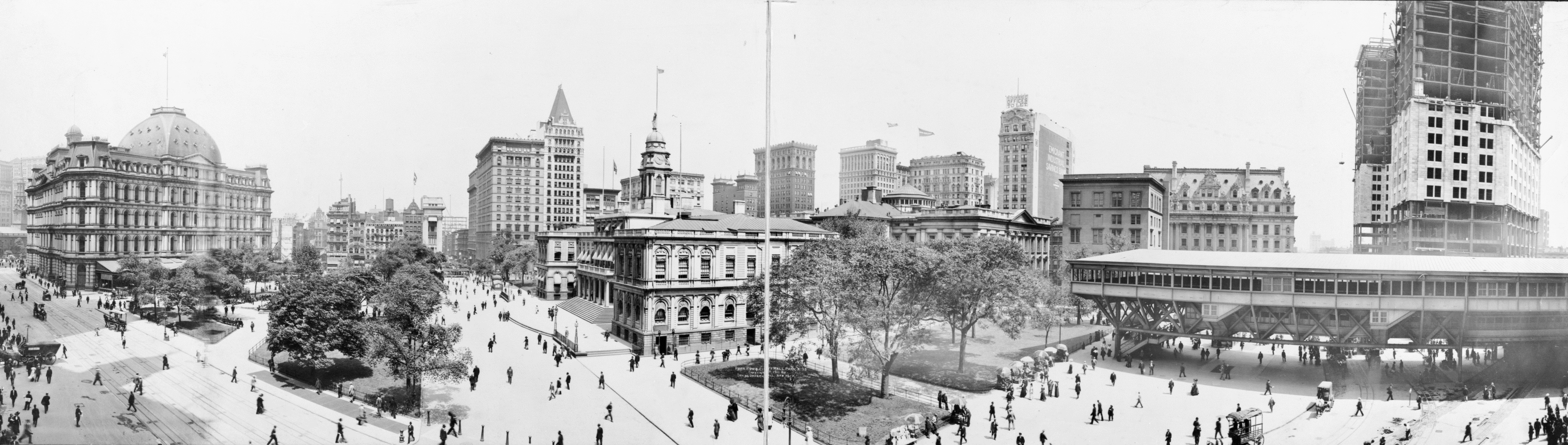
Парк-Роу в 1911 году; Ратуша. Справа — вокзал Парк-Роу.

## Закрытая зона Полис-плаза
Отрезок Парк-Роу между Франкфорт-стрит (англ. Frankfort Street) и Чатем-сквер открыт только для движения автобусов MTA и автомобилей государственных служб и аварийно-спасательных служб. Этот участок был закрыт после терактов 11 сентября 2001 года. По заявлениям полиции Нью-Йорка, это необходимо для защиты штаб-квартиры от терактов. Жители Чайнатауна и близлежащих кварталов все чаще жалуются на сложности, вызванные перекрытием проезжей части, утверждают, что полиция «задушила» весь район, и предлагают переместить её штаб-квартиру.
Полиция Нью-Йорка отказалась от переезда, объяснив, что пытается смягчить воздействие мер безопасности, запретив своим сотрудникам парковаться в близлежащих общественных местах и открыв лестницу в обход своей штаб-квартиры, по которой проще добраться до Бруклинского моста. Департамент участвовал в преобразовании двух полос движения в велосипедную и пешеходную дорожки, открытые в июне 2018 года.